# 子宮内避妊器具

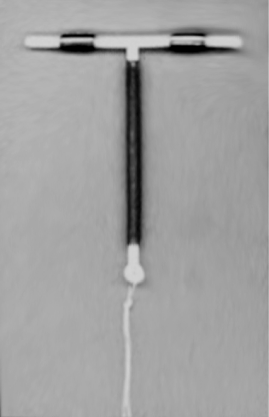
銅付加IUD「パラガード」T 380A

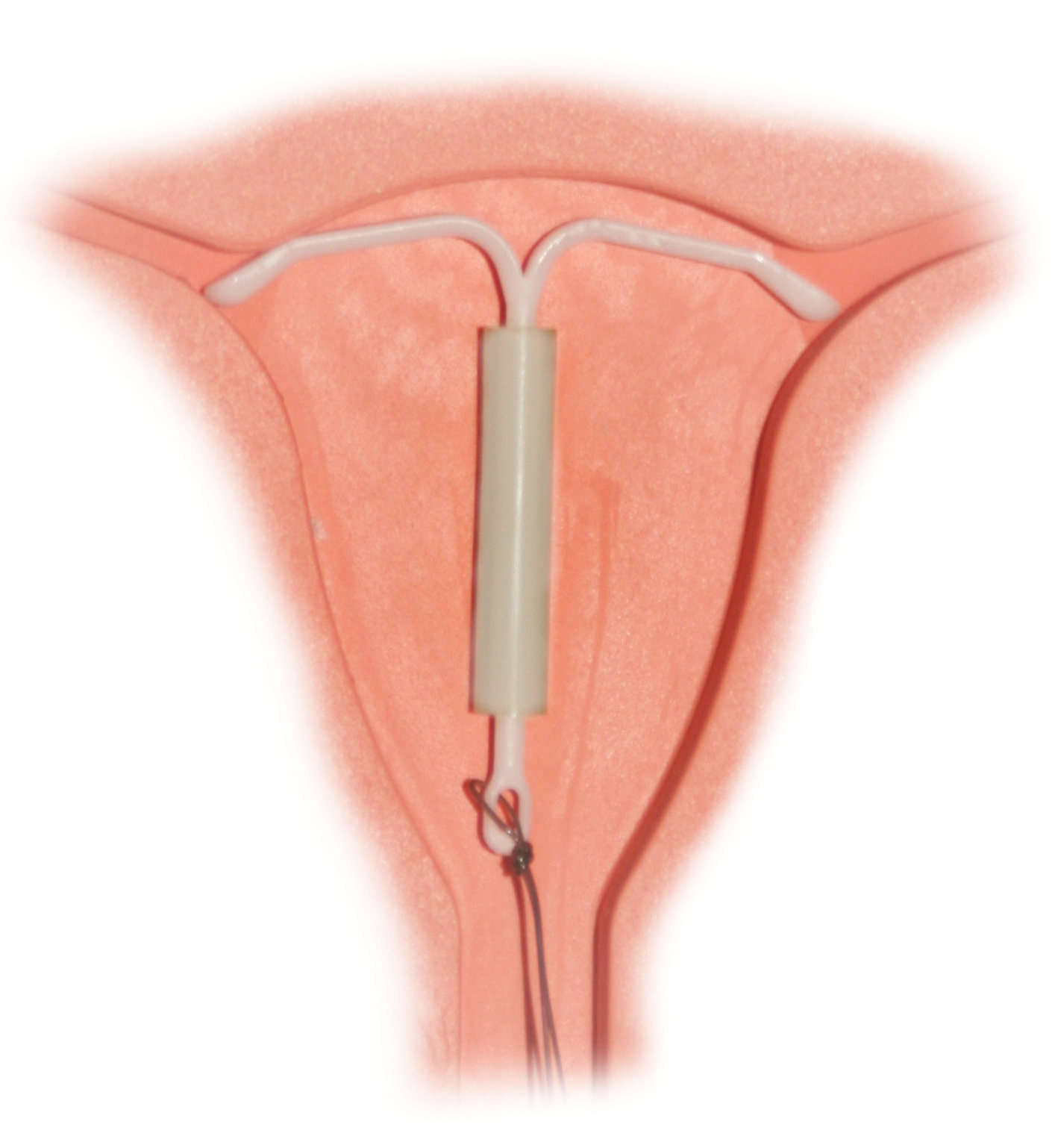
黄体ホルモン付加IUD「ミレーナ」。IUSに分類される場合もある

子宮内避妊器具（しきゅうないひにんきぐ) (英: intrauterine device; IUD）は子宮の中に留置して用いられる避妊器具である。かつては他にも呼び方があったが、現在はIUDに統一された。一度留置すると5-10年継続して効果を発揮し、妊娠回避効果も高い。ホルモンを放出するタイプは月経困難症や月経過多の治療にも使用される。

## 歴史
紀元前4世紀の医者ヒポクラテスは、動物（ラクダが用いられた可能性がある）の子宮に異物を入れると避妊効果があることを発見し、IUDの先駆者と考えられている。しかしながら、現代的な子宮内避妊は1928年にドイツのリヒャルト・リヒターによって始められたもので、以後効率と持続期間の改良が重ねられている。

## 分類
IUDには化学的に不活性な銅タイプ（銅付加IUD）と、プロゲステロンを放出することで機能するホルモンタイプ（黄体ホルモン付加IUD）の2種類がある。例えばアメリカ合衆国では、銅タイプの「パラガード」とホルモンタイプの「ミレーナ」の2種のみが製造されている。イギリスでは7種類の銅タイプのIUDがあり、銅タイプのもののみがIUDと呼ばれている。ホルモンを用いる子宮内での避妊はIUDとは別のものと見做されており、子宮内避妊システム（英: intrauterine system; IUS）と呼ばれている。ミレーナは月経過多、月経困難症にも適応が認められている。
ホルモンを用いない、非活性のIUDの大多数はポリエチレン製でT字型をしており、純粋な銅の電解ワイヤが巻き付けられているか、銅製の「襟」もしくは「袖」が取り付けられている。一例として、パラガードの水平部分（T字の上の棒）は32mm、垂直部分は36mmである。Nova T 380のような一部のIUDでは線の破損を防ぐために純粋な銅線に銀の芯を入れている。フレームの腕の部分が器具の子宮の底部近くの位置を保持する。GyneFixのように、T字型はなくさまざまな銅のチューブからなる輪となっているものもある。全ての銅付加IUDの名前には、銅を含む部分の表面積を平方ミリメートルで表した番号が付けられている。ホルモン剤を使用しない銅付加IUDは授乳の際にも安全であると考えられている。

## 有効性
第2世代の、銅タイプのT字型IUD全体での避妊失敗率は1年あたりで1%、10年通算では2-6%である。世界保健機関が行った大規模調査では、T380Aの12年間通算での避妊失敗率は2.2%、1年あたりでは0.18%であり、これは10年間で1.8%の失敗率となる。フレームなしのタイプであるGyneFixでは失敗率は1年あたり1%未満である。世界的に、有効性の劣る旧式モデルのIUDはもはや市場では生産されていない。2015年の研究によると子宮内膜増殖症において、黄体ホルモンの飲み薬である経口プロゲスチンと、治療装置を子宮の中に置いておくことで黄体ホルモンが装置から放出されるようにする、レボノルゲストレル放出子宮内システム（LNG-IUS）の治療を比較してLNG-IUSの治療のほうが子宮摘出術の件数が少なかったという結果が示されている。IUDには性感染症や骨盤内炎症性疾患の予防効果はない。

## 使用方法
IUDは外来にて無麻酔で留置され、月経開始後7日以内の装着が適切な期間とされる。IUDの子宮への装着と除去は、その国や地域で定められている医療上の基準を満たしている必要があり、例えばヨーロッパにおいてはCEマークを取得しなければならない。日本では産婦人科医（母体保護法指定医又は日本産科婦人科学会認定医）が行うことになっている。IUDは妊娠を望まない間は子宮内に留置される。ただし、連続して留置できる期間は各製品によって定められており、日本ではマルチロード250Rは3年毎の交換、ノバ T380は5年毎の交換で認可されている（日本国外の銅付加型のT 380Aでは12年）。IUDには細いワイヤーが取り付けてあり、それが子宮口より出るようにアプリケーターを使用して留置される。除去するときは把持鉗子でワイヤーを牽引し、IUDを子宮口から取りだす。留置後はただちに避妊効果が期待できるが、適切な位置にIUDがあることを定期的に確認する必要があり、例えばマルチロードＣＵ250Ｒという製品は6か月毎の婦人科への受診を推奨している。レントゲンに写るようにIUD本体に硫酸バリウムが添加されている製品もある。

## 機序
子宮内に器具が存在することで、異物への反応の一部として子宮内膜からの白血球とプロスタグランジンの放出が促進される。これらの物質は精子と受精卵の双方にとって有害である。銅の存在は精子を殺す (Spermicide) 効果を高め、また受精卵の着床を妨げる。

## 普及度
2001年の時点でIUDは可逆的な避妊手段の中では世界で最も多く、およそ1.6億人の女性が使用している。ただし、そのうち2/3は中華人民共和国の女性である。中国では不妊手術よりも多く用いられている。

## 有害事象・副作用
主な有害事象としては、IUDが子宮から飛び出してくる滑脱、子宮穿孔、骨盤内炎症性疾患(PID)、S状結腸瘻、挿入後の子宮や卵管の感染症などがある。副作用は不正出血、下腹痛、性交時の痛みなどがあり、ある製品では総症例1,047例中602例(57.5%)に使用に関係する副作用が認められ、主な副作用としては月経異常269件(25.7%)，過多月 経136件(13.0%)，月経中間期出血120件(11.5%)，腹痛116 件(11.1%)，疼痛111件(10.6%)，白帯下108件(10.3%)等。銅(Cu)もしくはニッケル(Ni)に過敏な女性の場合にはIUDの副作用が現れる懸念がある。IUDに使用される金属は99.99%が銅であるが、研究によれば最大で0.001%のニッケルが含まれる。ニッケルはアレルギー性が高いため、これほどの少量であっても問題を引き起こす可能性があると一部の研究者は示唆している。銅とニッケルを含むIUDを装着している患者のグループに、全身的吸収による湿疹性皮膚炎や蕁麻疹が見られる場合があることをいくつかの研究が示している。しかしながら、IUDから1日に体内に吸収される金属の量は食事による摂取量よりも遥かに少ないため、多くの皮膚科医たちはこうした症例での症状が金属の過敏症であるかは疑わしいとしている 。出産を経験したことのない女性（未産婦）は副作用のリスクが高くなるが、このことはIUDの使用を忌避する理由とはならない。一部の医療専門家は挿入時に妊娠していないことを確認するために月経中にIUDを挿入することを好む。しかしながら、妊娠中もしくは受精の可能性がある時期を除けばIUDは月経周期のどの時点でも挿入可能である。子宮頸部が自然に広がる月経中期に挿入を行えばより楽である。

## 禁忌
通常使用できないケースは以下の通り
- 出血性素因のある女性や診断の確定していない異常性器出血のある人
- 貧血を伴う過多月経のある人、性感染症や性器感染症のある人
- 頸管炎又は腟炎の患者
- 先天性・後天性の子宮形体異常のある女性、子宮外妊娠の既往のある女性[8]
- 産婦人科領域外であっても重篤な疾患のある患者

また、心疾患や心臓弁膜症の患者には慎重な使用が求められる。
世界保健機関とその「避妊薬使用のための医療的適格性基準」および英国産婦人科医師会・家族計画とリプロダクティブヘルス部会はIUDの挿入が推奨されない条件（カテゴリ3）と忌避される条件（カテゴリ4）を定義した以下のリストを作成している。

### カテゴリ3
理論上、もしくは立証済のリスクがIUDによる恩恵よりも大きいと考えられる条件――
- 分娩後48時間から4週間。子宮から排出されてしまう可能性が高まるため。
- 良性妊娠性絨毛性疾患（英語版）
- 卵巣腫瘍
- 最近、性行為を介して淋病もしくはクラミジアに感染した可能性が高い人
- 後天性免疫不全症候群（抗レトロウイルス療法がよく確立されている場合を除く）

### カテゴリ4
IUDの挿入に許容できないリスクが伴う条件――
- 妊娠中
- 分娩後の敗血症
- 感染流産の直後
- 重大な疾患が疑われる子宮出血（英語版）があるとき
- 悪性の妊娠性絨毛性疾患や子宮体癌などの悪性腫瘍
- 子宮筋腫もしくは解剖学的な異常のために子宮腔が歪んでいる場合
- 進行中の骨盤内炎症性疾患
- クラミジアもしくは淋病に感染し化膿性子宮頸管炎が進行している場合
- 骨盤結核

## 批判
IUDの有効性は、受精卵の着床の妨害作用も大きく寄与していると考えている。このため、受精を生命の開始と定義している人々や、妊娠中絶に反対する人々の一部は、IUDの使用を妊娠中絶の一種であるとして非難している。